# Bikinia durandii
Bikinia durandii är en ärtväxtart som först beskrevs av F.Halle och Didier Normand, och fick sitt nu gällande namn av Jan Johannes Wieringa. Bikinia durandii ingår i släktet Bikinia och familjen ärtväxter. IUCN kategoriserar arten globalt som sårbar. Inga underarter finns listade i Catalogue of Life.